# Ricardo Alexandre dos Santos
Ricardo Alexandre dos Santos (n. 24 iunie 1976) este un fost fotbalist brazilian.

## Statistici
| Brazilia | Brazilia | Brazilia |
| An       | Meciuri  | Goluri   |
| -------- | -------- | -------- |
| 1996     | 1        | 0        |
| 1997     | 0        | 0        |
| 1998     | 0        | 0        |
| 1999     | 0        | 0        |
| 2000     | 1        | 0        |
| 2001     | 1        | 0        |
| Total    | 3        | 0        |